# Ginals
Ginals [ʒinal] est une commune française située dans le nord-est du département de Tarn-et-Garonne, en région Occitanie.
Sur le plan géologique, historique et culturel, la commune est dans le causse de Caylus, au sud du causse de Limogne, occupant une situation de carrefour à la limite du Quercy et du Rouergue.
Exposée à un climat océanique altéré, elle est drainée par la Baye, la Seye, le ruisseau de Jouyre et par divers autres petits cours d'eau. La commune possède un patrimoine naturel remarquable composé de deux zones naturelles d'intérêt écologique, faunistique et floristique.
Ginals est une commune rurale qui compte 195 habitants en 2022, après avoir connu un pic de population de 1 244 habitants en 1806.  Ses habitants sont appelés les Ginalois ou  Ginaloises.

## Géographie

### Localisation
Commune du Rouergue située dans le nord-est du département de Tarn-et-Garonne, limitrophe du département de l'Aveyron et proche de celui du Tarn.

### Communes limitrophes
Les communes limitrophes sont  Castanet, Caylus, Espinas, Najac, Parisot et Verfeil.
|         | Parisot | Castanet        |
| Caylus  | Ginals  | Najac (Aveyron) |
| Espinas | Verfeil |                 |

### Hydrographie

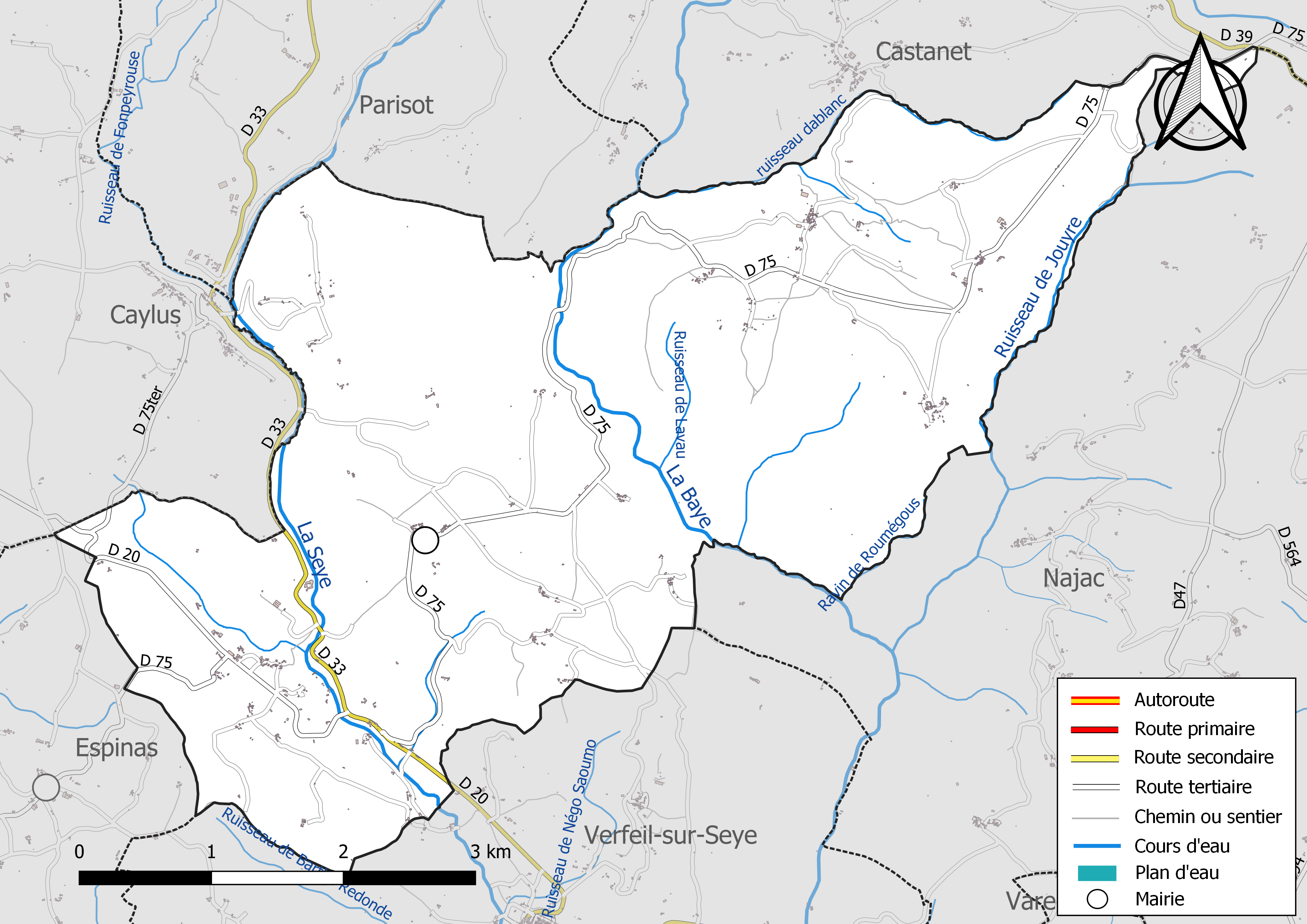
Réseau hydrographique de Ginals.

La commune est dans le bassin versant de la Garonne, au sein du bassin hydrographique Adour-Garonne. Elle est drainée par la Baye, la Seye, le ruisseau de Jouyre, le ravin de Roumégous, le ruisseau Dablanc, le ruisseau de Fonpeyrouse, le ruisseau de Lavau et par divers petits cours d'eau, constituant un réseau hydrographique de 21 km de longueur totale,.
La Baye, d'une longueur totale de 15 km, prend sa source dans la commune de Castanet et s'écoule du nord-est au sud-ouest. Elle traverse la commune et se jette dans l'Aveyron à Varen, après avoir traversé 6 communes.
La Seye, d'une longueur totale de 18,6 km, prend sa source dans la commune de Parisot et s'écoule du nord-est au sud-ouest. Elle traverse la commune et se jette dans l'Aveyron à Varen, après avoir traversé 5 communes.

### Climat
Pour des articles plus généraux, voir Climat de l'Occitanie et Climat de Tarn-et-Garonne.
En 2010, le climat de la commune est de type climat du Bassin du Sud-Ouest, selon une étude du Centre national de la recherche scientifique s'appuyant sur une série de données couvrant la période 1971-2000. En 2020, Météo-France publie une typologie des climats de la France métropolitaine dans laquelle la commune est exposée à un climat océanique altéré et est dans la région climatique Aquitaine, Gascogne, caractérisée par une pluviométrie abondante au printemps, modérée en automne, un faible ensoleillement au printemps, un été chaud (19,5 °C), des vents faibles, des brouillards fréquents en automne et en hiver et des orages fréquents en été (15 à 20 jours).
Pour la période 1971-2000, la température annuelle moyenne est de 12,8 °C, avec une amplitude thermique annuelle de 15,7 °C. Le cumul annuel moyen de précipitations est de 865 mm, avec 10,4 jours de précipitations en janvier et 5,8 jours en juillet. La station météorologique de Météo-France installée sur la commune et en service de 2000 à 2010 permet de connaître les indicateurs climatiques pour la période 1981-2010. Le tableau détaillé pour la période 1981-2010 est présenté ci-après.
| Mois                                  | jan.          | fév.           | mars          | avril       | mai           | juin          | jui.          | août          | sep.          | oct.          | nov.          | déc.           | année     |
| ------------------------------------- | ------------- | -------------- | ------------- | ----------- | ------------- | ------------- | ------------- | ------------- | ------------- | ------------- | ------------- | -------------- | --------- |
| Température minimale moyenne (°C)     | 1,1           | 1,4            | 3,8           | 6,3         | 9,7           | 13,4          | 14,4          | 14,6          | 11,3          | 9,5           | 4,6           | 1,7            | 7,7       |
| Température moyenne (°C)              | 4,9           | 6              | 9,1           | 11,9        | 15,8          | 20,3          | 21,6          | 21,6          | 17,9          | 14,6          | 8,5           | 5,3            | 13,2      |
| Température maximale moyenne (°C)     | 8,7           | 10,5           | 14,4          | 17,4        | 22            | 27,3          | 28,7          | 28,5          | 24,5          | 19,7          | 12,5          | 9              | 18,6      |
| Record de froid (°C) date du record   | −11 12.01.03  | −10,5 13.02.10 | −12 01.03.05  | −3 07.04.08 | −0,5 06.05.02 | 2,8 01.06.06  | 7 17.07.00    | 7,4 31.08.07  | 1 25.09.02    | −5 25.10.03   | −8,6 17.11.07 | −11,5 24.12.01 | −12 2005  |
| Record de chaleur (°C) date du record | 18,2 21.01.02 | 22 27.02.00    | 25,5 20.03.05 | 30 29.04.05 | 33,6 30.05.03 | 38,5 21.06.03 | 39,6 21.07.06 | 41,7 12.08.03 | 35,4 03.09.05 | 29,4 06.10.09 | 22,2 03.11.05 | 18,3 05.12.06  | 41,7 2003 |
| Précipitations (mm)                   | 76,8          | 62,6           | 58,3          | 105,2       | 93,5          | 58,4          | 52,7          | 73,5          | 85,7          | 74,1          | 84,8          | 88,4           | 914       |

Pour la période 1991-2020, la température moyenne annuelle observée sur la station météorologique de Météo-France la plus proche, « Caylus », sur la commune de Caylus à 8 km à vol d'oiseau, est de 13,0 °C et le cumul annuel moyen de précipitations est de 799,0 mm. 
La température maximale relevée sur cette station est de 41,7 °C, atteinte le 23 août 2023 ; la température minimale est de −14,7 °C, atteinte le 10 février 2012,,.
Les paramètres climatiques de la commune ont été estimés pour le milieu du siècle (2041-2070) selon différents scénarios d'émission de gaz à effet de serre à partir des nouvelles projections climatiques de référence DRIAS-2020. Ils sont consultables sur un site dédié publié par Météo-France en novembre 2022.

### Milieux naturels et biodiversité
L’inventaire des zones naturelles d'intérêt écologique, faunistique et floristique (ZNIEFF) a pour objectif de réaliser une couverture des zones les plus intéressantes sur le plan écologique, essentiellement dans la perspective d’améliorer la connaissance du patrimoine naturel national et de fournir aux différents décideurs un outil d’aide à la prise en compte de l’environnement dans l’aménagement du territoire.
Une ZNIEFF de type 1 est recensée sur la commune :
les « vallées de la Baye, du Jouyre, du Ferran et de Fargues et puechs de Genibrous et Mourtayrol » (2 797 ha), couvrant 8 communes dont trois dans l'Aveyron et cinq dans le Tarn-et-Garonne et une ZNIEFF de type 2, : 
la « vallée de la Bonnette et vallée de la Seye » (6 289 ha), couvrant 12 communes du département.

Carte des ZNIEFF de type 1 et 2 à Ginals.
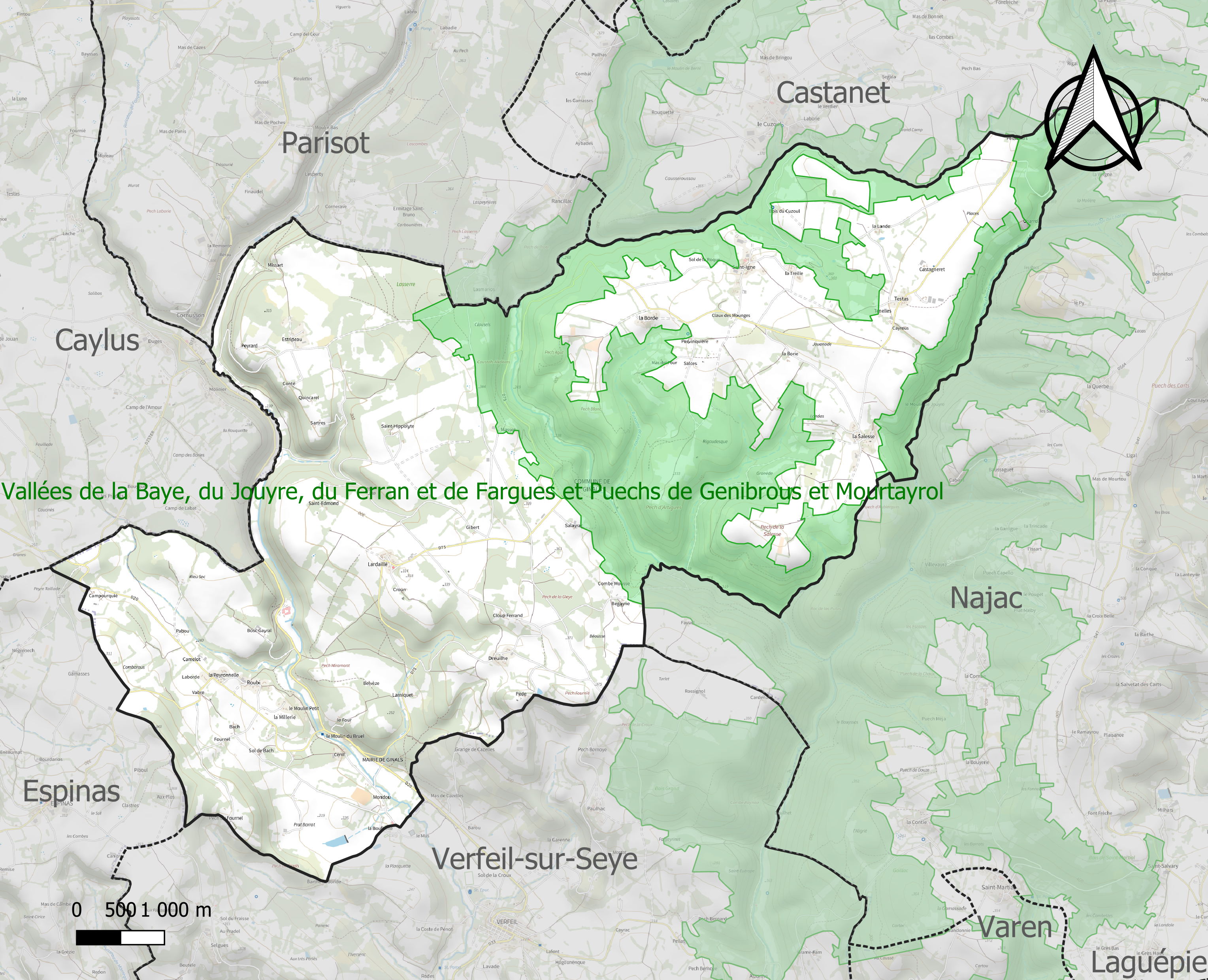
Carte de la ZNIEFF de type 1 sur la commune.
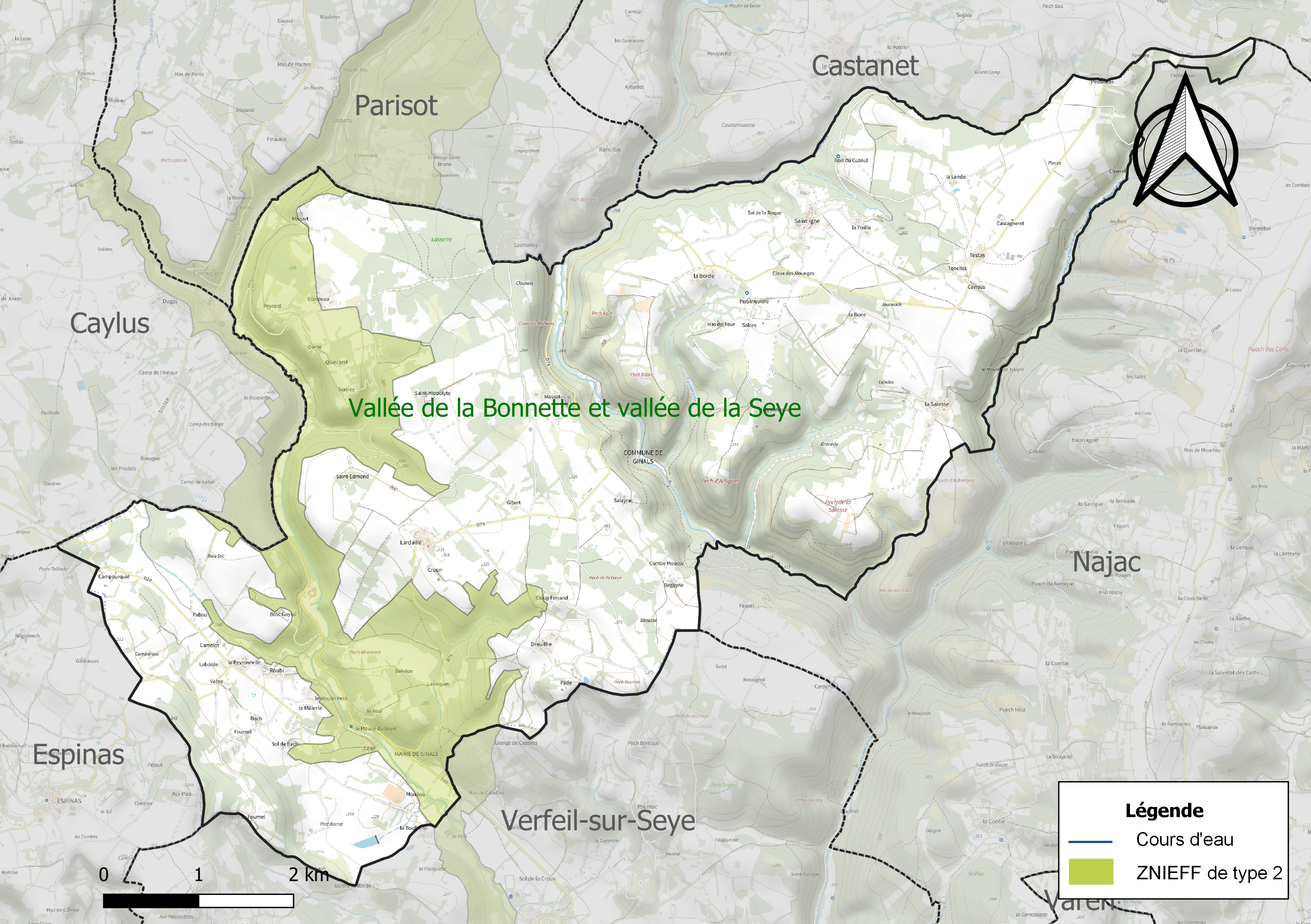
Carte de la ZNIEFF de type 2 sur la commune.

## Urbanisme

### Typologie
Au 1er janvier 2024, Ginals est catégorisée commune rurale à habitat très dispersé, selon la nouvelle grille communale de densité à sept niveaux définie par l'Insee en 2022.
Elle est située hors unité urbaine et hors attraction des villes,.

### Occupation des sols
L'occupation des sols de la commune, telle qu'elle ressort de la base de données européenne d’occupation biophysique des sols Corine Land Cover (CLC), est marquée par l'importance des territoires agricoles (63,8 % en 2018), en augmentation par rapport à 1990 (61,9 %). La répartition détaillée en 2018 est la suivante : 
prairies (55,3 %), forêts (32,1 %), zones agricoles hétérogènes (6,5 %), milieux à végétation arbustive et/ou herbacée (4,1 %), terres arables (1,9 %). L'évolution de l’occupation des sols de la commune et de ses infrastructures peut être observée sur les différentes représentations cartographiques du territoire : la carte de Cassini (XVIIIe siècle), la carte d'état-major (1820-1866) et les cartes ou photos aériennes de l'IGN pour la période actuelle (1950 à aujourd'hui).

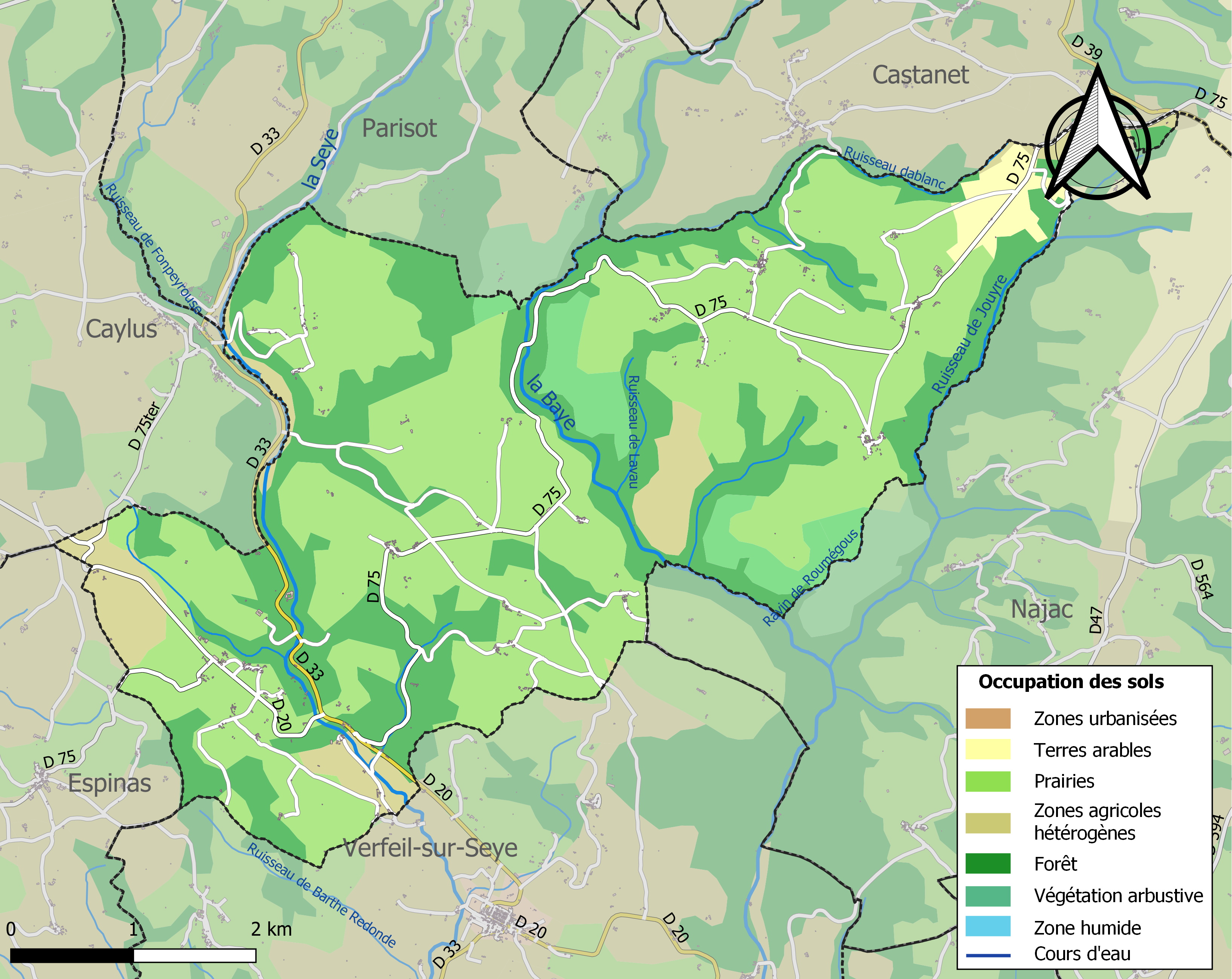
Carte des infrastructures et de l'occupation des sols de la commune en 2018 (CLC).

### Risques majeurs
Le territoire de la commune de Ginals est vulnérable à différents aléas naturels : météorologiques (tempête, orage, neige, grand froid, canicule ou sécheresse), inondations, feux de forêts, mouvements de terrains et séisme (sismicité très faible). Il est également exposé à un risque technologique,  le transport de matières dangereuses. Un site publié par le BRGM permet d'évaluer simplement et rapidement les risques d'un bien localisé soit par son adresse soit par le numéro de sa parcelle.

#### Risques naturels
Certaines parties du territoire communal sont susceptibles d’être affectées par le risque d’inondation par débordement de cours d'eau, notamment la Baye et la Seye. La cartographie des zones inondables en ex-Midi-Pyrénées réalisée dans le cadre du XIe Contrat de plan État-région, visant à informer les citoyens et les décideurs sur le risque d’inondation, est accessible sur le site de la DREAL Occitanie. La commune a été reconnue en état de catastrophe naturelle au titre des dommages causés par les inondations et coulées de boue survenues en 1982 et 1999,.
Ginals est exposée au risque de feu de forêt du fait de la présence sur son territoire . Le département de Tarn-et-Garonne présentant toutefois globalement un niveau d’aléa moyen à faible très localisé, aucun Plan départemental de protection des forêts contre les risques d’incendie de forêt (PFCIF) n'a été élaboré. Le débroussaillement aux abords des maisons constitue l’une des meilleures protections pour les particuliers contre le feu,.

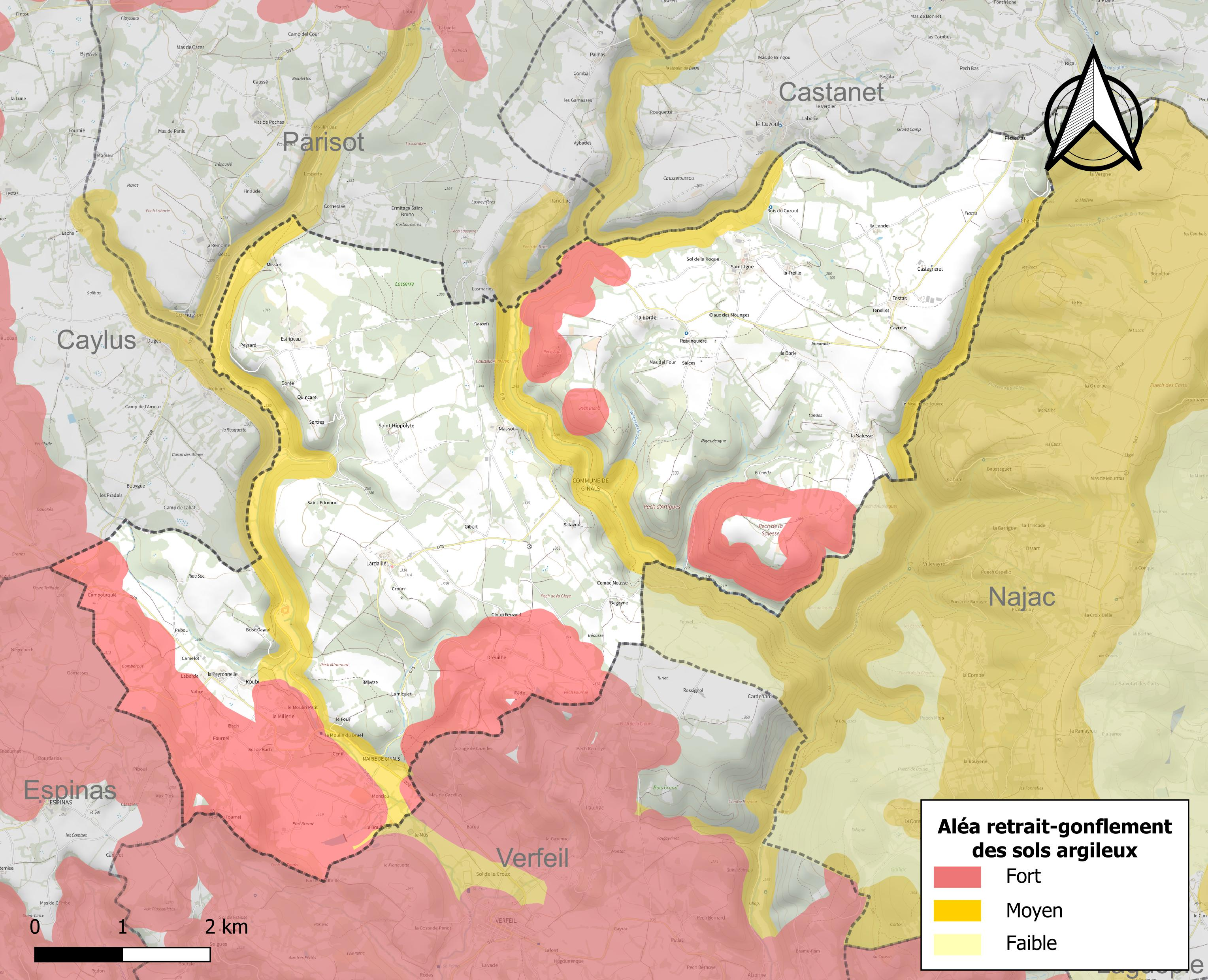
Carte des zones d'aléa retrait-gonflement des sols argileux de Ginals.

Les mouvements de terrains susceptibles de se produire sur la commune sont des tassements différentiels.
Le retrait-gonflement des sols argileux est susceptible d'engendrer des dommages importants aux bâtiments en cas d’alternance de périodes de sécheresse et de pluie. 31,7 % de la superficie communale est en aléa moyen ou fort (92 % au niveau départemental et 48,5 % au niveau national). Sur les 199 bâtiments dénombrés sur la commune en 2019, 67 sont en aléa moyen ou fort, soit 34 %, à comparer aux 96 % au niveau départemental et 54 % au niveau national. Une cartographie de l'exposition du territoire national au retrait gonflement des sols argileux est disponible sur le site du BRGM,.
Par ailleurs, afin de mieux appréhender le risque d’affaissement de terrain, l'inventaire national des cavités souterraines permet de localiser celles situées sur la commune.
Concernant les mouvements de terrains, la commune a été reconnue en état de catastrophe naturelle au titre des dommages causés par des mouvements de terrain en 1999.

#### Risques technologiques
Le risque de transport de matières dangereuses sur la commune est lié à sa traversée par des infrastructures routières ou ferroviaires importantes ou la présence d'une canalisation de transport d'hydrocarbures. Un accident se produisant sur de telles infrastructures est susceptible d’avoir des effets graves sur les biens, les personnes ou l'environnement, selon la nature du matériau transporté. Des dispositions d’urbanisme peuvent être préconisées en conséquence.

## Politique et administration
| Période                                  | Période  | Identité        | Étiquette | Qualité |
| ---------------------------------------- | -------- | --------------- | --------- | ------- |
| Les données manquantes sont à compléter. |          |                 |           |         |
| mars 2001                                | 2008     | André Nonorgues |           |         |
| mars 2008                                | En cours | Cécile Lafon    |           |         |

## Démographie
L'évolution du nombre d'habitants est connue à travers les recensements de la population effectués dans la commune depuis 1793. Pour les communes de moins de 10 000 habitants, une enquête de recensement portant sur toute la population est réalisée tous les cinq ans, les populations de référence des années intermédiaires étant quant à elles estimées par interpolation ou extrapolation. Pour la commune, le premier recensement exhaustif entrant dans le cadre du nouveau dispositif a été réalisé en 2008.

En 2022, la commune comptait 195 habitants, en évolution de −6,25 % par rapport à 2016 (Tarn-et-Garonne : +3,12 %, France hors Mayotte : +2,11 %).
| 1793 | 1800 | 1806  | 1821  | 1831  | 1836  | 1841  | 1846  | 1851  |
| ---- | ---- | ----- | ----- | ----- | ----- | ----- | ----- | ----- |
| 640  | 715  | 1 244 | 1 182 | 1 141 | 1 098 | 1 068 | 1 204 | 1 210 |

| 1856  | 1861  | 1866  | 1872 | 1876  | 1881  | 1886 | 1891 | 1896 |
| ----- | ----- | ----- | ---- | ----- | ----- | ---- | ---- | ---- |
| 1 194 | 1 067 | 1 018 | 982  | 1 013 | 1 003 | 995  | 844  | 758  |

| 1901 | 1906 | 1911 | 1921 | 1926 | 1931 | 1936 | 1946 | 1954 |
| ---- | ---- | ---- | ---- | ---- | ---- | ---- | ---- | ---- |
| 710  | 673  | 664  | 543  | 522  | 438  | 445  | 372  | 313  |

| 1962 | 1968 | 1975 | 1982 | 1990 | 1999 | 2006 | 2008 | 2013 |
| ---- | ---- | ---- | ---- | ---- | ---- | ---- | ---- | ---- |
| 282  | 266  | 213  | 225  | 163  | 187  | 195  | 197  | 203  |

| 2018 | 2022 | - | - | - | - | - | - | - |
| ---- | ---- | - | - | - | - | - | - | - |
| 205  | 195  | - | - | - | - | - | - | - |

## Économie

### Revenus
En 2018, la commune compte 87 ménages fiscaux, regroupant 170 personnes. La médiane du revenu disponible par unité de consommation est de 19 250 € (20 140 € dans le département).

### Emploi
|                | 2008  | 2013   | 2018   |
| -------------- | ----- | ------ | ------ |
| Commune        | 5 %   | 7,6 %  | 20,7 % |
| Département    | 8,4 % | 10,2 % | 10,3 % |
| France entière | 8,3 % | 10 %   | 10 %   |

En 2018, la population âgée de 15 à 64 ans s'élève à 116 personnes, parmi lesquelles on compte 71,6 % d'actifs (50,9 % ayant un emploi et 20,7 % de chômeurs) et 28,4 % d'inactifs,. En  2018, le taux de chômage communal (au sens du recensement) des 15-64 ans est supérieur à celui du département et de la France, alors qu'en 2008 la situation était inverse.
La commune est hors attraction des villes,. Elle compte 42 emplois en 2018, contre 42 en 2013 et 32 en 2008. Le nombre d'actifs ayant un emploi résidant dans la commune est de 60, soit un indicateur de concentration d'emploi de 69,5 % et un taux d'activité parmi les 15 ans ou plus de 44,9 %.
Sur ces 60 actifs de 15 ans ou plus ayant un emploi, 20 travaillent dans la commune, soit 33 % des habitants. Pour se rendre au travail, 80 % des habitants utilisent un véhicule personnel ou de fonction à quatre roues, 1,7 % les transports en commun, 5 % s'y rendent en deux-roues, à vélo ou à pied et 13,3 % n'ont pas besoin de transport (travail au domicile).

### Activités hors agriculture
19 établissements sont implantés  à Ginals au 31 décembre 2019.
Le secteur des activités spécialisées, scientifiques et techniques et des activités de services administratifs et de soutien est prépondérant sur la commune puisqu'il représente 26,3 % du nombre total d'établissements de la commune (5 sur les 19 entreprises implantées  à Ginals), contre 14,1 % au niveau départemental.

### Agriculture
La commune est dans le Rouergue, une petite région agricole située dans le nord-est  du département de Tarn-et-Garonne. En 2020, l'orientation technico-économique de l'agriculture  sur la commune est l'élevage de bovins, pour la viande. 
|               | 1988  | 2000  | 2010 | 2020  |
| ------------- | ----- | ----- | ---- | ----- |
| Exploitations | 35    | 19    | 19   | 17    |
| SAU (ha)      | 1 177 | 1 004 | 946  | 1 182 |

Le nombre d'exploitations agricoles en activité et ayant leur siège dans la commune est passé de 35 lors du recensement agricole de 1988  à 19 en 2000 puis à 19 en 2010 et enfin à 17 en 2020, soit une baisse de 51 % en 32 ans. Le même mouvement est observé à l'échelle du département qui a perdu pendant cette période 57 % de ses exploitations,. La surface agricole utilisée sur la commune est restée relativement stable, passant de 1 177 ha en 1988 à 1 182 ha en 2020. Parallèlement la surface agricole utilisée moyenne par exploitation a augmenté, passant de 34 à 70 ha.

## Culture locale et patrimoine

### Lieux et monuments
- Abbaye de Beaulieu-en-Rouergue, ancienne abbaye cistercienne, aujourd'hui un centre d'art contemporain.
- Abbatiale de l'abbaye Notre-Dame de Beaulieu-en-Rouergue.
- Église Saint-Aignan de Saint-Igne. L'édifice est référencé dans la base Mérimée et à l'Inventaire général Région Occitanie[35]. Plusieurs objets sont référencés dans la base Palissy[35].
- Église Saint-Jean-Baptiste de Ginals. L'édifice est référencé dans la base Mérimée et à l'Inventaire général Région Occitanie[36]. Plusieurs objets sont référencés dans la base Palissy[36].

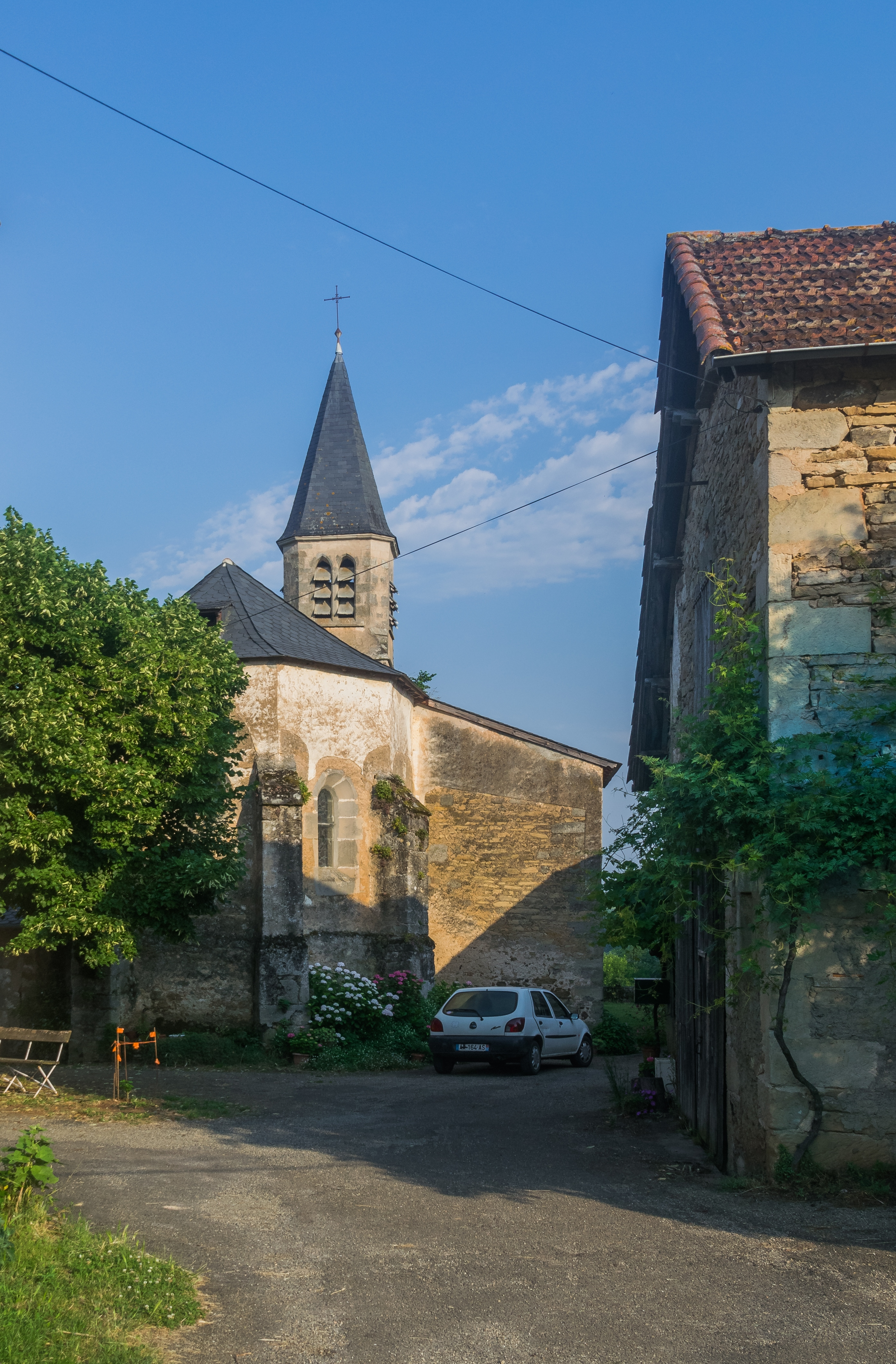
Église Saint-Aignan de Saint-Igne
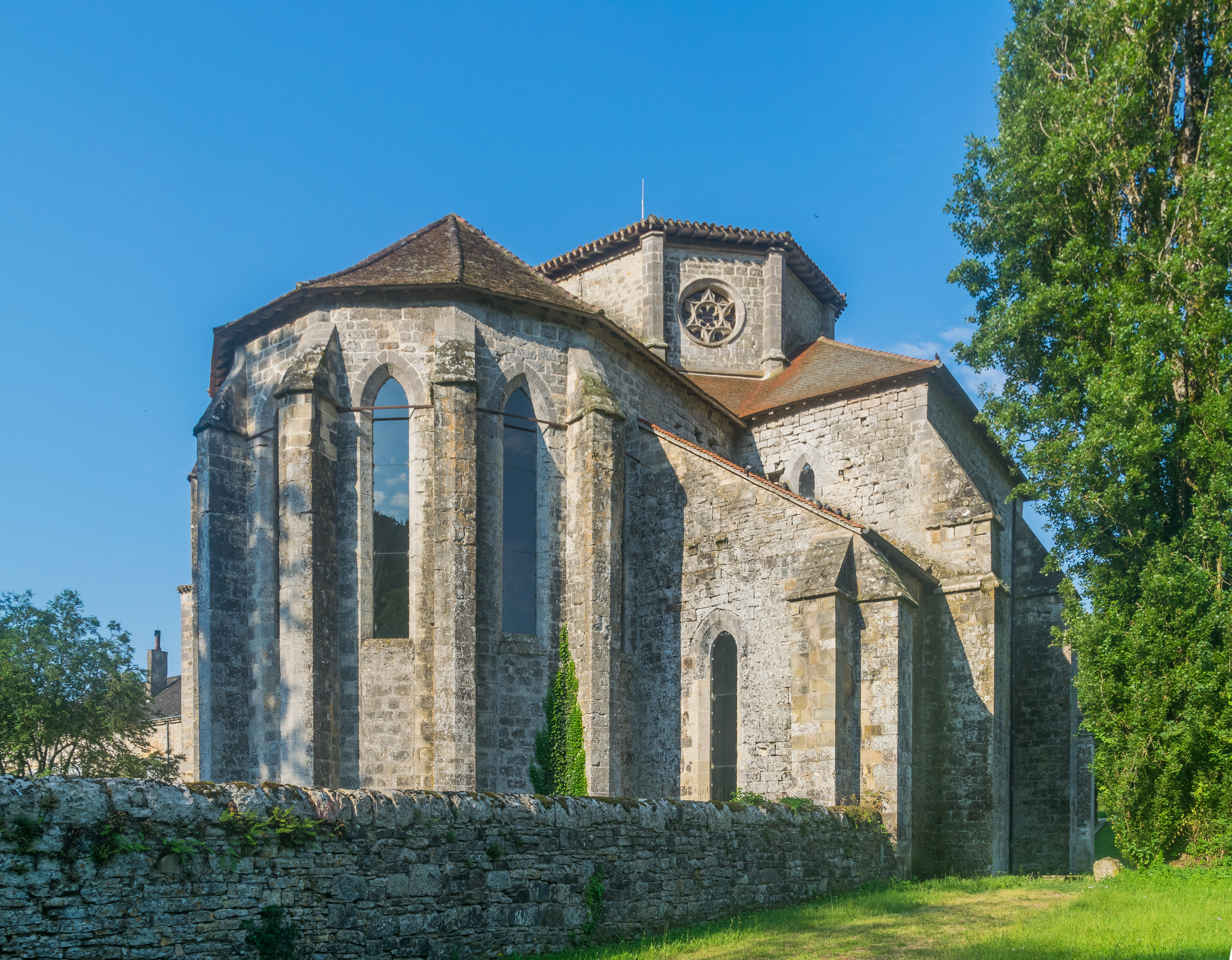
Abbatiale de l'abbaye Notre-Dame de Beaulieu-en-Rouergue

### Personnalités liées à la commune
- Adrien Alary (1897-1982), né à Ginals.

## Pour approfondir